# Řád ghanské hvězdy
Řád ghanské hvězdy nebo Řád hvězdy Ghany (anglicky Order of the Star of Ghana) je druhé nejvyšší vyznamenání Ghanské republiky. Založen byl v roce 1960 a je udílen za zásluhy o republiku. Vyznamenání může být uděleno také posmrtně.

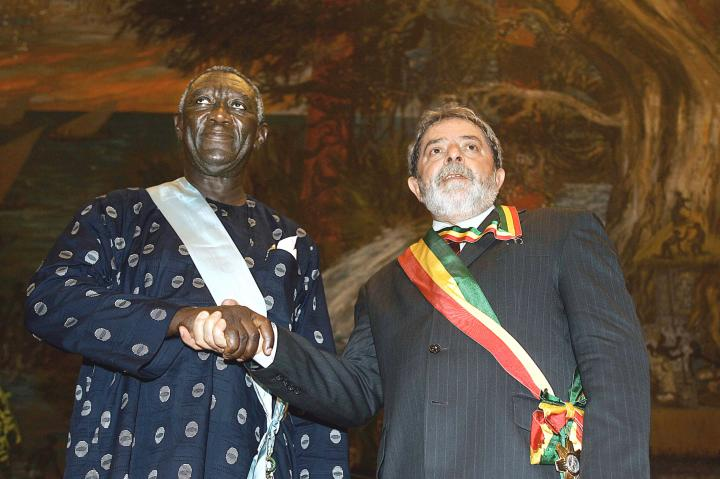
Setkání prezidenta Brazílie Luly da Silvy a ghanského prezidenta Johna Kufuora v Akkře. Brazilský prezident je dekorován Řádem ghanské hvězdy.

## Historie
Řád byl založen dne 1. července 1960. Do založení Řádu ghanské hvězdy a orla v roce 2008 byl nejvyšším ghanským vyznamenáním.

## Insignie
Řádový odznak o průměru 51 mm má podobu sedmicípé hvězdy s rovnými, hranatě zakončenými rameny. V případě třídy společníka je odznak vyroben z 18karátového zlata, u zbylých dvou tříd je ze stříbra. Uprostřed je kulatý medailon s vyobrazením orla. Na hrudi orla je pěticípá hvězda. Zadní strana odznaku je matná s vyobrazením státního znaku, kolem kterého je v závislosti na třídě nápis v angličtině MEMEBER/COMAPINON/OFFICER OF THE ORDER OF THE STAR OF GHANA.
Řádovou stuhu tvoří tři stejně široké pruhy v barvě červené, žluté a zelené. Barvou tak odpovídá ghanské vlajce. Šířka stuhy je v případě třídy společníka 102 mm, u ostatních tříd 35 mm.

## Třída
Řád je udílen ve třech řádných třídách. V závislosti na třídě je udílen v čestné, civilní, vojenské nebo policejní divizi.
- společník (CSG) – Zlatý řádový odznak se nosí na široké stuze spadající z pravého ramene na levý bok. Řádová hvězda se nosí nalevo na hrudi.
  - čestná divize
  - civilní divize

- důstojník (OSG) – Stříbrný řádový odznak se nosí zavěšený na stuze.
  - čestná divize
  - civilní divize
  - vojenská divize

- člen (MSG) – Stříbrný řádový odznak se nosí zavěšený na stuze.
  - čestná divize
  - civilní divize
  - vojenská divize
  - policejní divize